# Stephen Burleigh
Stephen Burleigh (geboren am 29. Juli 1949 in Wheeling, West Virginia) ist ein amerikanischer Schauspieler, Autor und Produzent.

## Leben und Karriere
Burleigh absolvierte die University of California, Berkeley und erhielt seine Schauspielausbildung an der Neighborhood Playhouse School of the Theatre.
Als Schauspieler war er an vielen Theateraufführungen, Fernsehproduktionen und auch bei Werbungen beteiligt. Als Theaterschauspieler trat er am Broadway auf (in A Talent for Murder, mit Jean-Pierre Aumont und Claudette Colbert in den Hauptrollen), bei Off-Broadway-Produktionen (u. a. 1980/81 in Translations und Crimes of the Heart beim Manhattan Theatre Club) und bei regionalen Theaterproduktionen. Am Lexington Conservatory Theatre spielte er Stanley Kowalski in A Streetcar Named Desire; als Brick in Cat on a Hot Tin Roof trat er am Trinity Square Repertory Theatre.
Burleigh war auch als Bühnenautor und Theaterproduzent aktiv. Er verfasste mehrere Bühnenstücke. Zu seinen Werken gehören politische Stücke, die sich mit dem Irak-Krieg, dem Darfur-Konflikt und den Auswirkungen von 9/11 befassen, aber auch eine romantische Komödie, Love & Suicide. Als Theaterproduzent verantwortete er im Frühjahr 1993 die Premiere von Vincent J. Cardinals Einakter The Colorado Catechism am Coast Playhouse Theatre in Los Angeles. Im Herbst 2015 war er Produzent des Theaterstücks Watching OJ, von David McMillan, das vor dem Hintergrund des Strafprozesses gegen O. J. Simpson spielt, bei einer Produktion des Ensemble Studio Theatre im Atwater Village Theater in Los Angeles.
Stephen Burleigh wirkte seit Mitte der 70er Jahre regelmäßig in zahlreichen US-TV-Serien und mehreren TV-Filmen mit, darunter viele TV-Erfolge wie Die Zwei mit dem Dreh (1977), Texas (1981), Falcon Crest (1987–1988), Jake und McCabe – Durch dick und dünn (1988), Unter der Sonne Kaliforniens (1988), Das Model und der Schnüffler und General Hospital (1990).
Er hat auch mehrere Filme produziert. Er war Produzent bei Edge Of America (Regie: Chris Eyre), dem offiziellen Eröffnungsfilm Sundance Film Festival im Jahre 2004. Hierfür gewann er 2006 den George Foster Peabody Award. Edge Of America wurde außerdem beim Tribeca Film Festival, beim Hampton’s International Film Festival sowie beim Nantucket Film Festival gezeigt, und wurde zum „Besten Film“ beim Native American Film Festival in San Francisco gewählt.
Burleigh produzierte außerdem den Independent-Film Bereft (2004), mit Vinessa Shaw, Tim Blake Nelson, Edward Herrmann, Michael C. Hall und Marsha Mason in den Hauptrollen. Der Film Bereft, der zugleich das Regiedebüt des Schauspielers Tim Daly war, hatte seine Premiere beim Tribeca Film Festival, und wurde außerdem für das Seattle International Film Festival, das Chicago Film Festival, das Hamptons International Film Festival und das AFI Festival in Los Angeles ausgewählt. Als Executive Producer war er an der TV-Adaption von Emily Manns Theaterstück Execution Of Justice beteiligt; der Film gewann 2000 den GLAAD Media Award in der Kategorie „Best Television Movie“.
Seit 1977 ist er verheiratet mit Hope Busby (Hope Burleigh). Sie arbeitet als selbständige Fotografin.

## Filmografie (Auswahl)

### Filme
- 1980: Enola Gay – Bomber des Todes (Enola Gay: The Men, the Mission, the Atomic Bomb, Fernsehfilm)
- 1994: Hilflos ausgeliefert (Murder or Memory?: A Moment of Truth Movie, Fernsehfilm)
- 2001: Schiffbruch (Jumping Ship , Fernsehfilm)
- 2004: Bereft

### Serien
- 1977: Die Zwei mit dem Dreh (Switch)
- 1978–1979: Search for Tomorrow
- 1987–1988: Falcon Crest
- 1981: Texas
- 1988: Unter der Sonne Kaliforniens (Knots Landing)
- 1988: Jake und McCabe – Durch dick und dünn (Jake and the Fatman)
- 1989: Das Model und der Schnüffler (Moonlighting)
- 1990: General Hospital
- 1990: Zeit der Sehnsucht (Days of Our Lives)
- 1991: Die Verschwörer (Dark Justice)
- 2007: Life
- 2013: Southland